# 李治时
李治时（1926年—），男，汉族，山西沁源人，中华人民共和国政治人物。曾任中共国家安全部纪委书记。第八届全国政协委员。